# بخش مرکزی شهرستان آوج
بخش مرکزی شهرستان آوج نام بخشی در شهرستان آوج استان قزوین ایران است. این بخش سه دهستان به نام‌های دهستان حصار ولیعصر، دهستان خرقان غربی و دهستان شهیدآباد دارد.
جمعیت این بخش در سال ۱۳۹۵ بالغ بر ۲۵۵۳۲ بوده است.